# Мо (народ)
 Мо (кит. упр. 莫家族, пиньинь Mòjiā Zú; мохуа, мак) — кам-суйский народ в Китае. Численность по оценке 2008 года 22 тыс. чел. Живут на юге Гуйчжоу (северо-запад уезда Либо и прилегающие районы уезда Душань Цяньнань-буи-мяоского автономного округа).
Официально включается в состав народности буи.

## Язык
Говорят на языке мак (мо) кам-суйской (дун-шуйской) группы тай-кадайской семьи, распространены также язык буи, шуйский и китайский языки.
Большинство мо придерживается местных традиционных верований.